# Dzjusaly
Dzjusaly (kazakiska: Zhosaly, ryska: Джусалы) är en ort i Kazakstan.   Den ligger i oblystet Qyzylorda, i den centrala delen av landet, 900 km sydväst om huvudstaden Astana. Dzjusaly ligger 100 meter över havet och antalet invånare är 20 065.
Terrängen runt Dzjusaly är mycket platt.  Trakten runt Dzjusaly är nära nog obefolkad, med mindre än två invånare per kvadratkilometer. Det finns inga andra samhällen i närheten. Trakten runt Dzjusaly består i huvudsak av gräsmarker.